# 2067 Aksnes
Aksnes (asteróide 2067) é um asteróide da cintura principal com um diâmetro de 42,59 quilómetros, a 3,2293225 UA. Possui uma excentricidade de 0,183298 e um período orbital de 2 871,88 dias (7,87 anos).
Aksnes tem uma velocidade orbital média de 14,97851814 km/s e uma inclinação de 3,07159º.
Esse asteróide foi descoberto em 23 de Fevereiro de 1936 por Yrjö Väisälä.